# Жута-Локва
44°58′ пн. ш. 15°04′ сх. д. / 44.96° пн. ш. 15.06° сх. д.
Жута-Локва (хорв. Žuta Lokva) — населений пункт у Хорватії, у Лицько-Сенській жупанії у складі громади Бринє.

## Населення
Населення за даними перепису 2011 року становило 17 осіб.
Динаміка чисельності населення поселення:

## Клімат
Середня річна температура становить 8,55 °C, середня максимальна – 22,00 °C, а середня мінімальна – -6,25 °C. Середня річна кількість опадів – 1384 мм.
| Клімат поселення                              | Клімат поселення | Клімат поселення | Клімат поселення | Клімат поселення | Клімат поселення | Клімат поселення | Клімат поселення | Клімат поселення | Клімат поселення | Клімат поселення | Клімат поселення | Клімат поселення | Клімат поселення |
| Показник                                      | Січ.             | Лют.             | Бер.             | Квіт.            | Трав.            | Черв.            | Лип.             | Серп.            | Вер.             | Жовт.            | Лист.            | Груд.            |                  |
| Середній максимум, °C                         | 5,20             | 6,57             | 9,47             | 13,36            | 18,05            | 21,46            | 22,00            | 21,72            | 17,78            | 13,66            | 8,43             | 4,41             |                  |
| Середня температура, °C                       | −0,52            | 0,84             | 3,76             | 7,63             | 12,32            | 15,73            | 17,81            | 17,54            | 13,60            | 9,44             | 4,23             | 0,23             |                  |
| Середній мінімум, °C                          | −6,25            | −4,89            | −2               | 1,90             | 6,59             | 10,01            | 13,61            | 13,34            | 9,39             | 5,25             | 0,04             | −3,95            |                  |
| Норма опадів, мм                              | 98               | 97               | 102              | 113              | 100              | 107              | 72               | 91               | 136              | 161              | 172              | 135              |                  |
| Середньомісячна швидкість вітру, м/с          | 2.82             | 2.96             | 3.09             | 2.91             | 2.68             | 2.49             | 2.43             | 2.43             | 2.55             | 2.77             | 3.08             | 3.11             |                  |
| Середньомісячна сонячна радіація, кДж/м²·день | 4317             | 7069             | 10449            | 14978            | 19212            | 20781            | 22577            | 19244            | 14115            | 9058             | 4762             | 3605             |                  |
| --------------------------------------------- | ---------------- | ---------------- | ---------------- | ---------------- | ---------------- | ---------------- | ---------------- | ---------------- | ---------------- | ---------------- | ---------------- | ---------------- | ---------------- |
| Джерело:                                      |                  |                  |                  |                  |                  |                  |                  |                  |                  |                  |                  |                  |                  |